# Tacna (Arizona)
Tacna è una località degli Stati Uniti d'America, situata nella contea di Yuma, nello Stato dell'Arizona.